# Kristiaan Borret
Kristiaan Borret (Gent, 9 maart 1966) is een Belgisch architect en hoogleraar. Van 2006 tot 2014 was hij stadsbouwmeester van Antwerpen. In december 2014 werd hij aangesteld als de nieuwe bouwmeester van het Brussels Hoofdstedelijk Gewest. Borret woont in Vorst.

## Leven en werk
Borret studeerde burgerlijk ingenieur-architect (1990) en filosofie (1993) aan de Katholieke Universiteit Leuven en politieke wetenschappen aan de Université catholique de Louvain (1991) en behaalde een master in stedenbouwkunde aan de Polytechnische Universiteit van Catalonië (1995).
Hij werkte na zijn studies eerst als stedenbouwkundig ontwerper in het Projectteam Stadsontwerp van de KU Leuven. Vanaf 1996 is hij verbonden aan de vakgroep Architectuur en Stedenbouw van de Universiteit Gent; vanaf 2002 deeltijds. Sinds 2005 is Borret gastprofessor aan de UGent, waar hij deel uitmaakte van het interdisciplinaire project GUST (Ghent Urban Studies Team).
Van 2002 tot 2006 was Borret in hoofdzaak aan de slag in de stedenbouwkundige praktijk, als afdelingshoofd ruimtelijke planning bij Technum.
In 2006 ging hij aan de slag als bouwmeester van de Stad Antwerpen. In 2013 ontving Kristiaan Borret de tweejaarlijkse Prijs van de Vlaamse Gemeenschap voor Architectuur en Vormgeving. Het bouwmeesterschap van Borret werd in 2014 echter vervroegd stopgezet.
Sinds oktober 2014 is hij decaan van de faculteit Ontwerpwetenschappen van de Universiteit Antwerpen. Verder is hij bestuurslid van het Vlaams Architectuurinstituut en van het architectuurtijdschrift A+. 
De Brusselse regering besliste op 11 december 2014 dat Borret Olivier Bastin zal opvolgen als bouwmeester van het Brussels Hoofdstedelijk Gewest. Hij had zich daarvoor kandidaat gesteld. Borret heeft nu zes maanden om de regering een oriëntatienota voor te stellen met zijn strategie.
- Digitale Bibliotheek voor de Nederlandse Letteren: borr015
- Gemeinsame Normdatei: 1165667592
- International Standard Name Identifier: 0000 0000 3930 0204
- Library of Congress Control Number: no00011883
- Nederlandse Thesaurus van Auteursnamen: 190516631
- Virtual International Authority File: 68467931
- WorldCat: E39PBJxWM9KVj9X4cjPtqxYkjC